# Kreis Belzig
Der Kreis Belzig war ein Kreis im Bezirk Potsdam (DDR). Von 1990 bis 1993 bestand er als Landkreis Belzig im Land Brandenburg fort. Sein Gebiet liegt heute im Landkreis Potsdam-Mittelmark in Brandenburg. Sein Verwaltungssitz war die Stadt Belzig, das heutige Bad Belzig.

## Geographie
Nachbarkreise
Der Kreis Belzig grenzte im Uhrzeigersinn im Norden beginnend an die Kreise Brandenburg-Land, Potsdam-Land, Luckenwalde, Jüterbog, Wittenberg und Roßlau (Bezirk Halle) und Zerbst (Bezirk Magdeburg).

## Geschichte
Der Kreis wurde im Zuge der Verwaltungsreform von 1952 aus Teilen der Landkreise Zauch-Belzig und Burg gebildet.
Am 17. Mai 1990 wurde der Kreis in Landkreis Belzig umbenannt. Mit der Deutschen Wiedervereinigung 1990 erfolgte eine Neubildung der Länder im Beitrittsgebiet. So wurde der Landkreis Belzig am 3. Oktober bzw. endgültig am 14. Oktober 1990 (Termin der Landtagswahl) ein Teil des Landes Brandenburg. Infolge einer Kreisgebietsreform wurde der Landkreis Belzig am 6. Dezember 1993 gemeinsam mit den Landkreisen Potsdam und Brandenburg (und somit ohne die Städte Potsdam und Brandenburg an der Havel) zum Landkreis Potsdam-Mittelmark zusammengelegt. Die neue Kreisverwaltung nahm ihren Sitz in Bad Belzig.

## Städte und Gemeinden
Zum Kreis Belzig gehörten die folgenden Städte und Gemeinden:
| - Alt Bork - Baitz - Belzig, Stadt - Benken - Bergholz - Borkheide - Borkwalde - Borne - Brachwitz - Brück, Stadt - Buchholz b. Niemegk - Cammer - Dahnsdorf - Damelang - Damelang-Freienthal (ab 1974) - Deutsch Bork - Dippmannsdorf - Fredersdorf | - Freienthal - Garrey - Gömnigk - Görzke - Grabow - Groß Briesen - Groß Marzehns - Grubo - Hagelberg - Haseloff - Haseloff-Grabow (ab 1974) - Hohenwerbig - Jeserig b. Treuenbrietzen - Jeserig b. Wiesenburg - Jeserigerhütten - Klein Marzehns - Klepzig - Kranepuhl | - Kuhlowitz - Lehnsdorf - Linthe - Locktow - Lübnitz - Lühnsdorf - Lüsse - Lütte - Medewitz - Medewitzerhütten - Mörz - Mützdorf - Neschholz - Neuehütten - Neuendorf b. Brück - Neuendorf b. Niemegk - Nichel | - Niederwerbig - Niemegk, Stadt - Raben - Rädigke - Ragösen - Reetz - Reetzerhütten - Reppinichen - Schlalach - Schlamau - Schwanebeck - Trebitz - Weitzgrund - Werbig - Wiesenburg/Mark - Zixdorf |

Eingemeindungen vor 1990
- Damelang, am 1. Februar 1974 zur neuen Gemeinde Damelang-Freienthal
- Freienthal, am 1. Februar 1974 zur neuen Gemeinde Damelang-Freienthal
- Gömnigk, am 1. Februar 1974 zu Brück
- Grabow, am 1. Februar 1974 zur neuen Gemeinde Haseloff-Grabow
- Haseloff, am 1. Februar 1974 zur neuen Gemeinde Haseloff-Grabow
- Hohenwerbig, am 1. November 1974 zu Niemegk
- Jeserig b. Treuenbrietzen, am 1. Januar 1962 zu Niederwerbig
- Lühnsdorf, am 1. November 1973 zu Niemegk
- Medewitzerhütten, am 1. Februar 1974 zu Medewitz
- Neuendorf b. Niemegk, am 1. Januar 1969 zu Rädigke
- Trebitz, am 1. Februar 1974 zu Brück
- Weitzgrund, am 1. April 1959 zu Belzig
- Zixdorf, am 1. Januar 1957 zu Garrey

## Politik
Vorsitzende des Rates des Kreises
- 1952–1958: Horst Vogel
- 1958–1960: Ernst Neumann, Belzig
- 1960:–1960 Werner Göde
- 1960–1963: Richard Spittel
- 1963–1980: Walter Haberland
- 1980–1990: Joachim Drese

## Kfz-Kennzeichen
Nach 1952 erhielten die im Kreis zugelassenen Fahrzeuge Kennzeichen mit dem Anfangsbuchstaben D (wie im gesamten Bezirk Potsdam). Den Kraftfahrzeugen (mit Ausnahme der Motorräder) und Anhängern wurden von etwa 1974 bis Ende 1990 dreibuchstabige Unterscheidungszeichen, die mit dem Buchstabenpaar DA begannen, zugewiesen. Die letzte für Motorräder genutzte Kennzeichenserie war DO 00-01 bis DO 19-50.
Anfang 1991 erhielt der Landkreis das Unterscheidungszeichen BEL. Es wurde bis Ende 1993 ausgegeben.